# Boucardicus mahermanae
Boucardicus mahermanae е вид охлюв от семейство Cyclophoridae. Видът е застрашен от изчезване.

## Разпространение и местообитание
Разпространен е в Мадагаскар.
Обитава гористи местности, планини, възвишения, крайбрежия и плажове в райони с тропически и субтропичен климат.